# Campylocheta risbeci
Campylocheta risbeci là một loài ruồi trong họ Tachinidae.